# 스피어코퍼레이션
주식회사 스피어코퍼레이션(Sphere Corporation)은 서울특별시 강남구에 본사를 둔 디지털 헬스 기업이다.

## 연혁
2012년 9월 서울대학교 치과대학 의생명지식공학연구실 출신들이 주축이 되어 설립되었다.
2021년 3월 23일, 코스닥 기술성장기업(사업모델기업) 특례를 적용받아 상장하였다.
2025년 우주항공 분야 로켓 발사체의 핵심 부품용 특수합금을 개발∙공급하는 업체인 스피어코리아를 흡수합병하고 상호를 스피어코퍼레이션으로 변경하였다.

## 제품
피부암 영상 검출·진단 보조 소프트웨어(SW), 모발밀도 분석 AI 솔루션을 보유하고 있다.

## 실적
2021년에는 46억3400만원의 매출과 60억 3800만원의 영업손실을 기록했으며 2022년에는 28억1900만원의 매출과 56억 100만원의 영업손실을 기록했다.
2022년은 2021년 실적이 대비 부진했다.
상장 시 추정치에서는 2021년 84억, 2022년 179억의 매출을 예상하였다.